# Calochilus pruinosus
Calochilus pruinosus är en orkidéart som beskrevs av David Lloyd Jones. Calochilus pruinosus ingår i släktet Calochilus och familjen orkidéer. Inga underarter finns listade i Catalogue of Life.